# Ictiornis
L'ictiornis (Ichthyornis dispar) és una espècie d'au marina del Cretaci superior de Nord-amèrica. Se n'han trobat restes a guixos turonians-campanians d'Alberta, Alabama, Kansas, Nou Mèxic, Saskatchewan i Texas, en estrats que foren dipositats a la Via marítima interior occidental; alguns fòssils trobats a llocs com l'Argentina o Àsia central han estat relacionats amb aquest tàxon.
Es pensa que l'ictiornis era l'equivalent ecològic del Cretaci d'aus actuals com ara les gavines, els petrells o els becs de tisora. Feia 60 cm, de manera que era de la mida d'una gavina.
Malgrat que les ales i l'estèrnum tenen una aparença molt moderna (cosa que suggereix una gran capacitat de volar), les seves mandíbules tenien moltes dents petites i afilades. A diferència d'altres aus més primitives, com els enantiornis, sembla que arribava a l'adultesa en un procés més aviat curt però continuat.
Fou descobert l'any 1870 per Benjamin Franklin Mudge. El monogràfic que Othniel Charles Marsh escrigué sobre els Odontornithes l'any 1880 continua sent la referència general més important sobre aquest animal. De les diverses espècies d'ictiornis que s'han descrit, Ichthyornis dispar és l'única reconeguda actualment, des de la revisió de Clarke (2004). Nogensmenys, hi ha moltes espècies d'aus que difereixen molt poc en els esquelets, i com que el material fòssil d'Ichthyornis s'ha trobat a una gran varietat d'estrats diferents, és possible que existís més d'una espècie, essent-ne la Morfologia tan bona que hi hagué pocs canvis. L'anomenat Ichtyornis minusculus de la formació de Bissekti (Cretaci inferior) de Khizilkhum a l'Uzbekistan és probablement un enantiorni.
El material fòssil trobat conté ossos d'individus immadurs. No ha estat analitzat segons les diferències de mida ontogèniques, car per això caldria destruir els fòssils.

## Sistemàtica

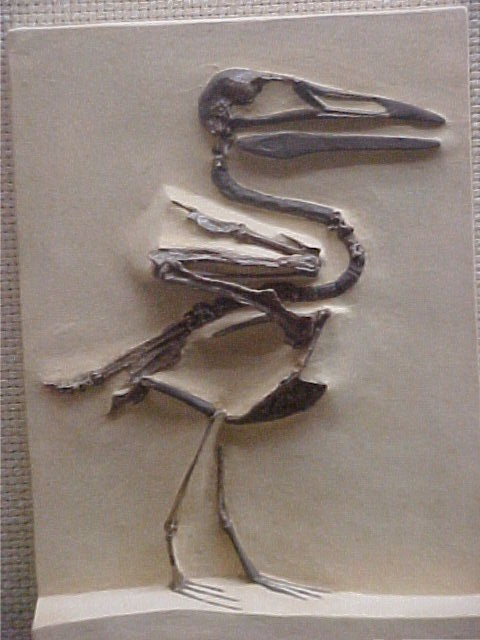
Rèplica d'un esquelet d'Ichthyornis al Museu Peabody d'Història Natural a Yale.

L'Ichthyornis és proper als avantpassats de les aus actuals, els Neornithes, però representa un llinatge diferent. Es cregué durant molt de temps que estava properament relacionat amb altres tàxons del Cretaci, coneguts a partir de restes molt escasses —Ambiortus, Apatornis (que incloïa els ara separats Iaceornis i Guildavis— però sembla que aquests tàxons eren encara més propers als avantpassats de les aus actuals. Noves dades trobades sobre la radiació d'aquestes últimes, que se sap que va començar ja al Cretaci (vegeu Vegavis), podria aclarir una mica la relació exacta entre aquests tàxons. Després de la revisió de Clarke (2004), l'antiga ordre Ichthyornithiformes i l'antiga família Ichthyornithidae foren substituïdes per la subclasse Ichthyornithes, que també fou definida en aquest document segons la taxonomia filogenètica.
Hi ha hagut una important confusió quant a l'atribució del material fòssil: la semblança de la mandíbula inferior i de les dents amb les dels mosasaures (rèptils marins que s'alimentaven de peixos) és tan gran que fins al 1952 s'argumentà que en realitat pertanyia a una espècie diminuta o era un exemplar immadur del gènere Clidastes o d'un gènere relacionat. Més tard fou descrit com a Colonosaurus mudgei.
De les diverses espècies descrites, només se'n sol reconèixer una, després del treball de Clarke (2004). Nogensmenys, és perfectament possible que haguessin existit diverses espècies, tenint en compte l'àmplia finestra temporal i espacial en què se n'han trobat els fòssils.
Sinònims:
- A nivell de subclasse
  - Odontotormae Marsh, 1875
- A nivell de gènere
  - Plegadornis Wetmore, 1962 (non C. L. Brehm, 1855)
  - Angelinornis Kashin 1972 - nomen novum per Plegadornis Wetmore, 1962
- A nivell d'espècie
  - Colonosaurus mudgei Marsh, 1872
  - Ichthyornis anceps (Marsh, 1872: Graculavus anceps)
  - Ichthyornis agilis (Marsh, 1873: Graculavus agilis)
  - Ichthyornis victor Marsh, 1876
  - Ichthyornis lentus (Marsh, 1877: Graculavus lentus)
  - Ichthyornis tener Marsh, 1880
  - Ichthyornis validus Marsh, 1880
  - Ichthyornis antecessor (Wetmore, 1962: Plegadornis antecessor. També Angelinornis antecessor)